# Marché couvert de Wrocław
Le Marché couvert de Wrocław (ou Halles de Wroclaw) (en polonais : Hala Targowa we Wrocławiu, en allemand : Breslauer Markthalle) a été conçu par l'Allemand Richard Plüddemann et construit entre 1906-1908 sous le nom de Breslauer Markthalle N° 1, lorsque la ville faisait partie de l'Allemagne.  

## Description
Il est situé à proximité de la Place du Marché de Wrocław et des plus vieux quartiers de Wrocław. La halle a été complétée avec des bâtiments analogues rue Kolejowa. Les deux bâtiments ont été construits afin d'organiser le commerce de rue dans le centre-ville. Une fois terminé, tous les marchés de rue ont été déplacés dans les nouvelles halles. 
Le bâtiment n'a pas été gravement endommagé pendant la Seconde Guerre mondiale et a continué à être utilisé comme marché peu de temps après. Il a été entièrement rénové entre 1980 et 1983. Le Marché couvert de Wrocław reste l'un des plus grands marchés traditionnels de la ville. La Halle Kolejowa a par contre été détruite pendant la guerre de 1940-45.

## Architecture
La Halle était réputée pour son application innovante du béton armé utilisé pour la charpente, ce qui était unique en Europe à l'époque.

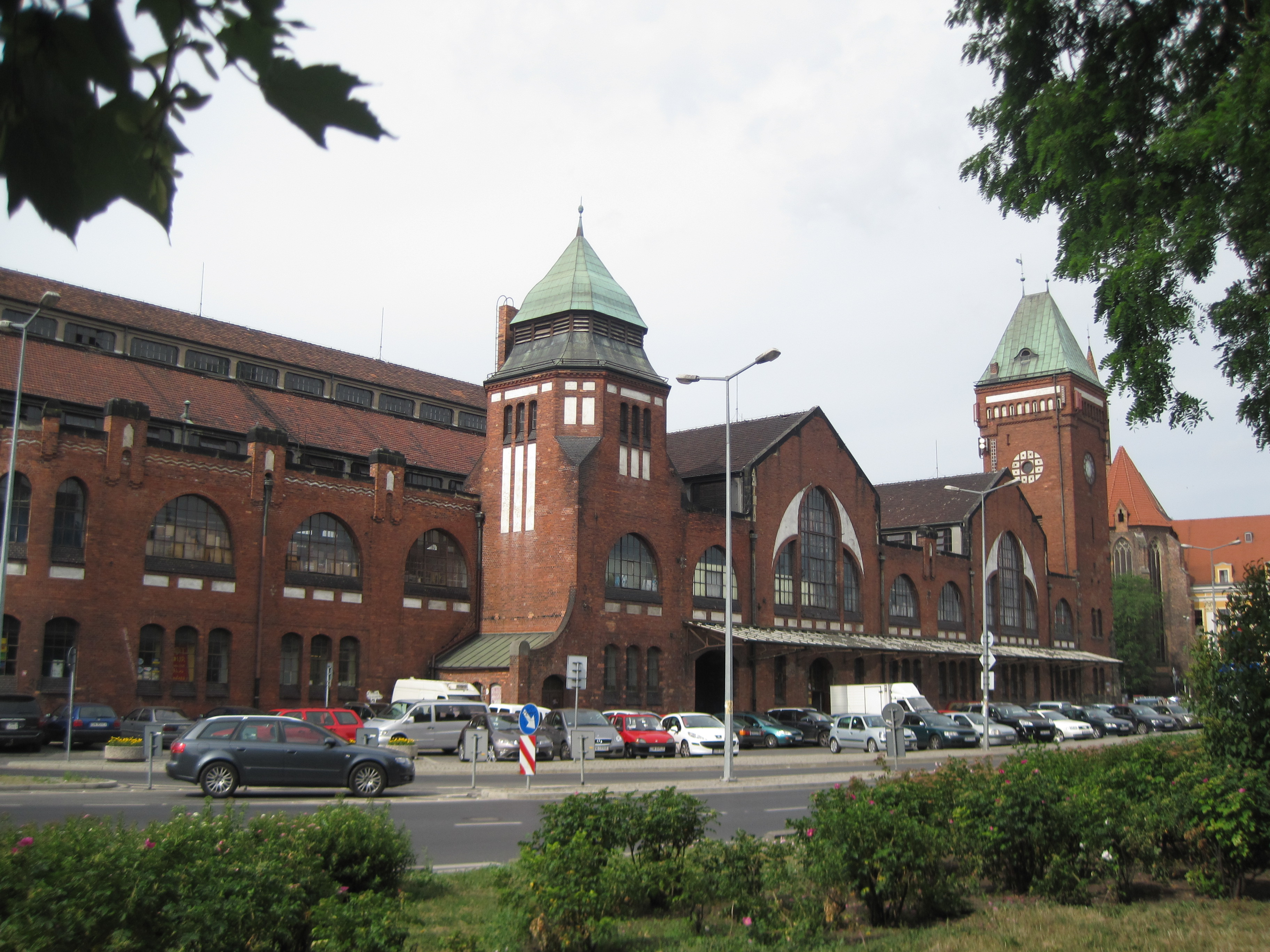
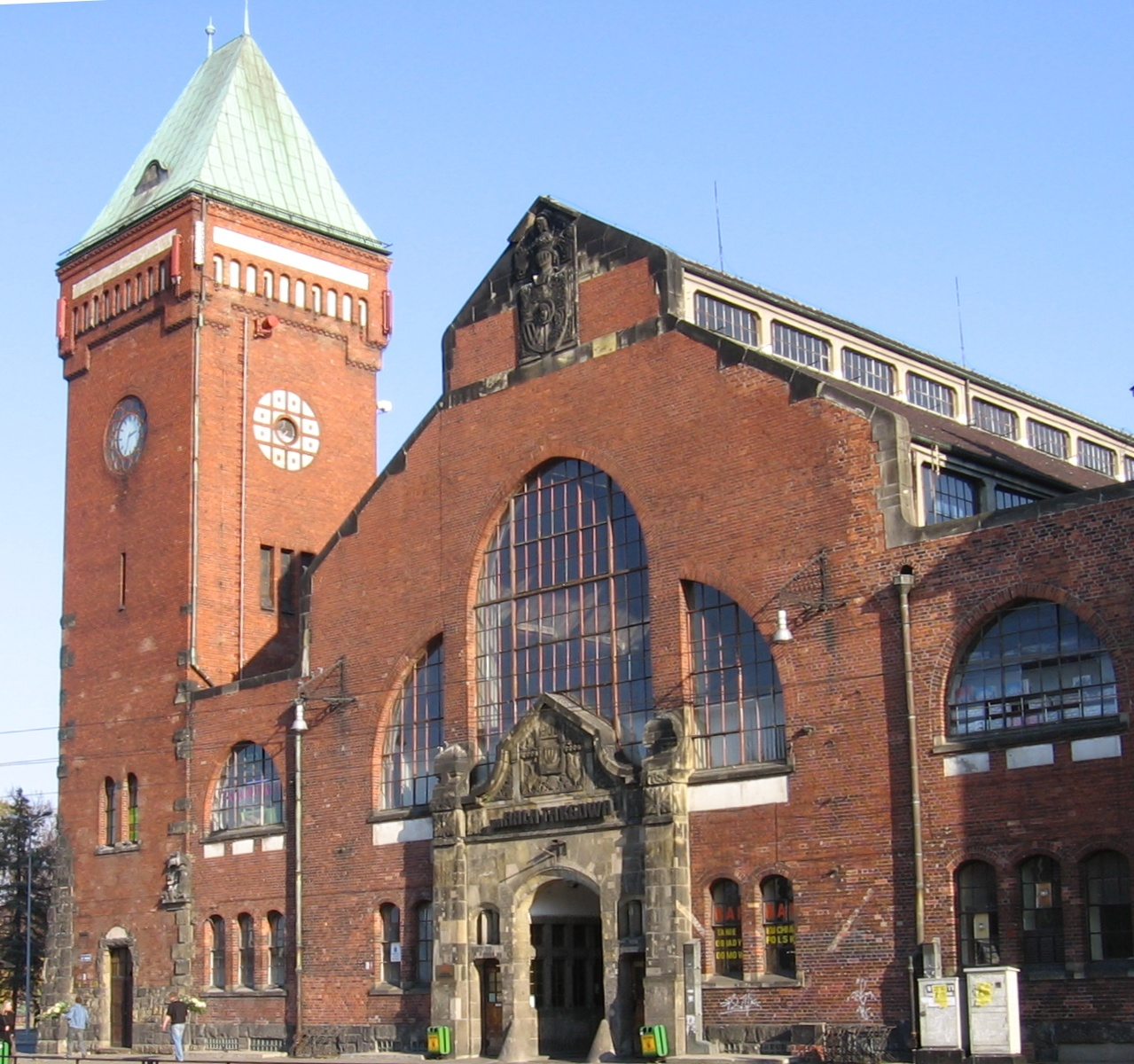
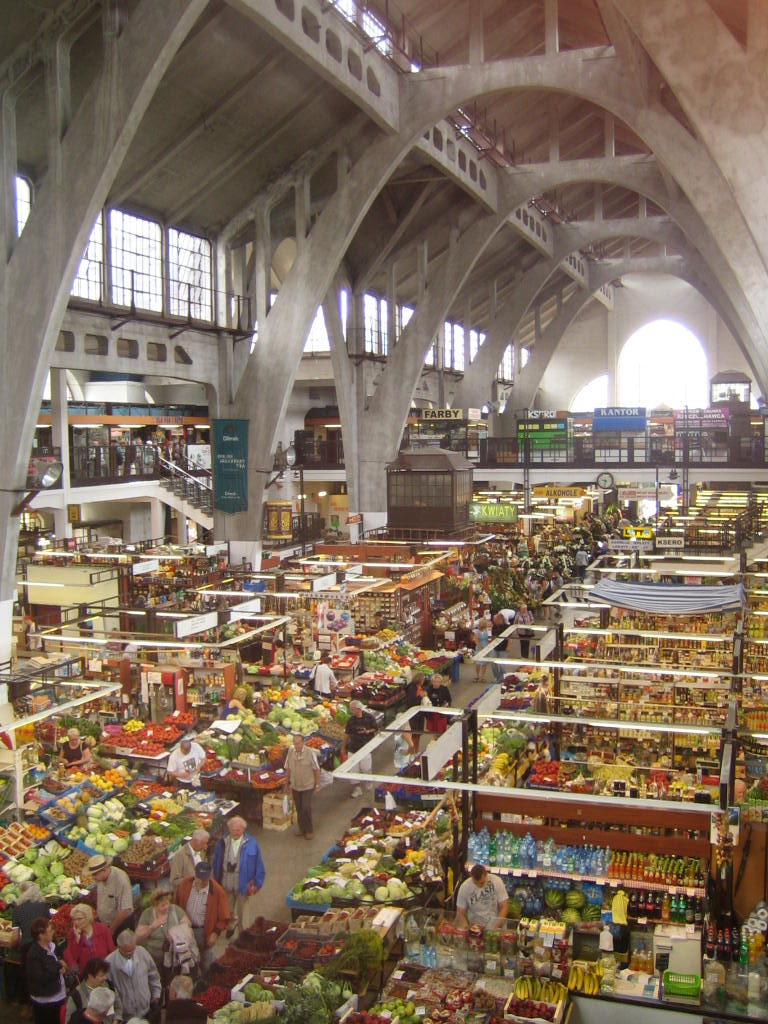
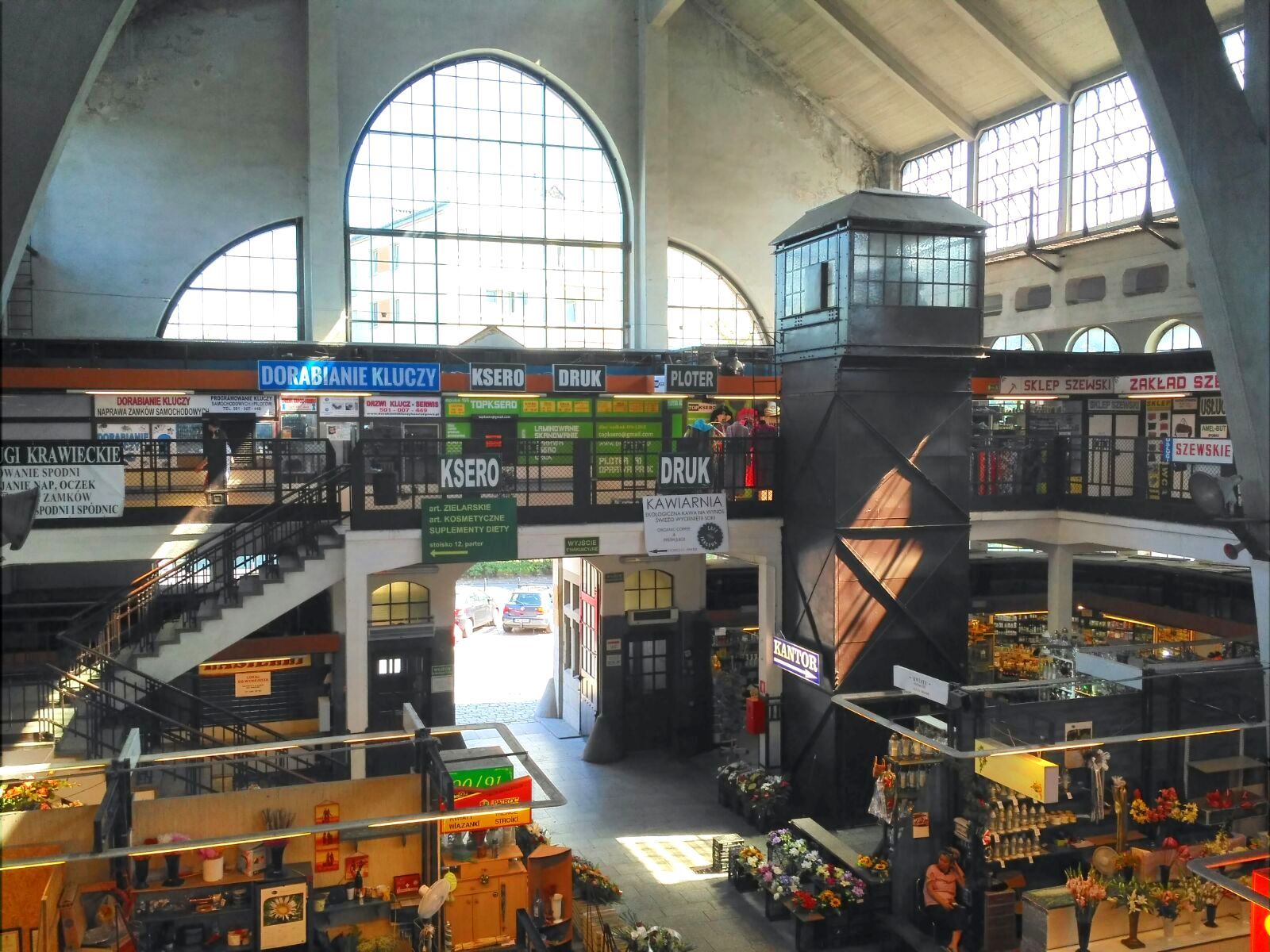